# Forcola
Forcola je komuna (obec) v provincii Sondrio v italském regionu Lombardie, která se nachází asi 90 kilometrů severovýchodně od Milána a asi 15 kilometrů západně od Sondria. K 1. lednu 2018 měla obec 796 obyvatel a rozlohu 15,7 kilometrů čtverečních.
Forcola sousedí s následujícími obcemi: Ardenno, Buglio in Monte, Colorina, Fusine, Talamona, Tartano, Sirta.